# Rýchory
Rýchory är en bergskedja i Tjeckien.   Den ligger i regionen Hradec Králové, i den nordöstra delen av landet, 120 km nordost om huvudstaden Prag.